# 休·普格·勞埃德

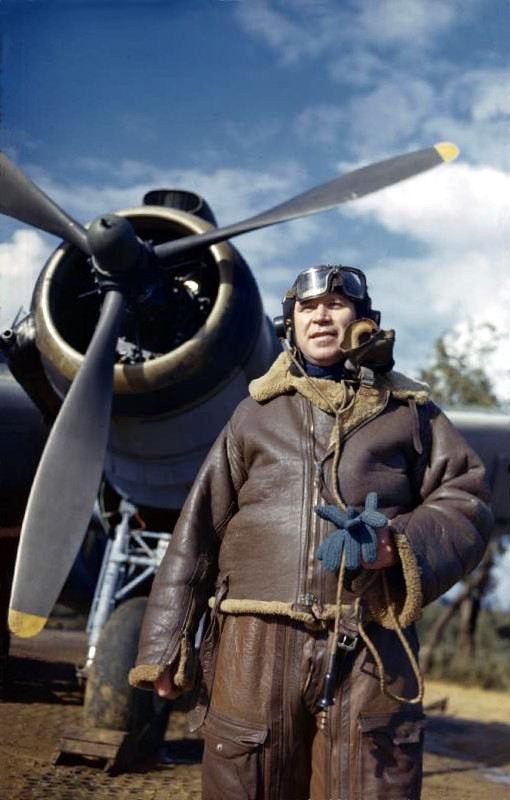
休·普格·勞埃德站在他的战斗机旁边。

休·普格·勞埃德（英語：Hugh Pughe Lloyd，1894年12月12日—1981年7月14日）是英國皇家空軍高級指揮官。其最終官拜空軍元帥。

## 英國皇家空軍生涯
勞埃德於1915年第一次世界大戰期間作為工兵加入英國皇家工兵部隊： 他在行動中受傷3次，之後於1917年作為學員加入英國皇家飛行隊第52中隊，戰後，他繼續留在新成立的英國皇家空軍中擔任永久職務。

1939年1月，勞埃德成為第9中隊的指揮官，該中隊裝備威靈頓轟炸機。同年，隨著第二次世界大戰的爆發，他被提升為大隊長並指揮馬漢姆皇家空軍基地。他在馬漢姆皇家空軍基地的停留時間很短，11月他被任命為第3大隊參謀，並於1940年5月成為第2大隊高級空軍參謀。
1941年6月1日，勞埃德被任命為馬爾他空軍總部司令，肩負著保護該島免受德國和義大利空襲之任務以及攻擊向位於北非之埃爾溫·隆美爾統帥的德意志非洲軍運送物資的軸心國船舶。
勞埃德於1942年被派往英國皇家空軍中東總部，擔任高級空軍參謀，並指揮西北非沿海空軍，並於1943年指揮地中海盟軍沿海空軍，負責對敵人的陸路和海上運輸進行騷擾。1944年11月，他被任命為老虎部隊候任指揮官，老虎部隊是一支大英國協重型轟炸機部隊，旨在加入對日本的空中進攻，但在美軍於廣島和長崎投下原子彈結束戰爭後不久就被解散。

## 戰後歲月
在皇家國防研究學院擔任高級教官兩年後，勞埃德被任命為遠東空軍司令部司令，後來更名為遠東空軍。1950年2月，他被任命為英國皇家空軍轟炸機司令部司令，並於1953年6月退休。
勞埃德於1962年至1964年間擔任倫敦威爾士信託基金主席，該信託基金負責運營倫敦威爾士中心。